# Sentinel del Nord

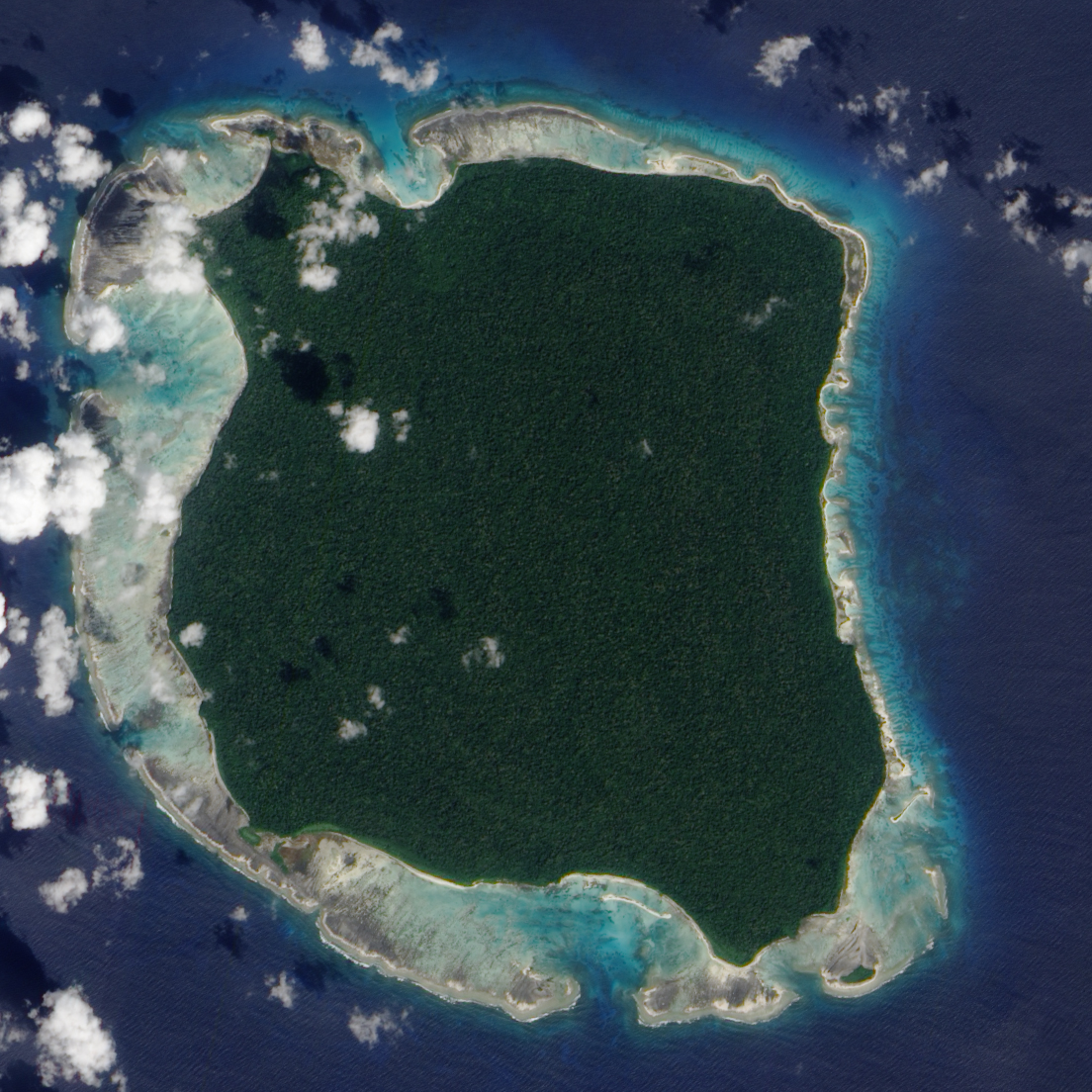
Fotografia satèl·lit de Sentinel del Nord realitzada per la NASA.

L'illa Sentinel del Nord (en anglès North Sentinel Island) és una petita illa de 72 km² i uns 8 km d'ample pertanyent a l'arxipèlag de les Illes Andaman a l'oceà Índic i administrada oficialment per l'Índia.

## Característiques
Situada a l'est del golf de Bengala, està a poques milles del Gran Andaman. L'exploració moderna de l'illa no ha pogut realitzar-se in situ, a causa de l'hostil actitud de la població de l'illa cap als estrangers.

## Geografia
Abans del terratrèmol de 2004, l'illa tenia al voltant de 72 km² i un aspecte més o menys quadrat. Al voltant de l'illa, darrere d'una platja estreta el terreny s'elevava abruptament fins a 20 m, i després més lentament fins als 98 m, prop del centre. Els esculls s'estenien per l'illa a entre 800 i 1.300 metres de la riba. Un illot boscós, anomenat Constance Island, es trobava a uns 600 metres de la costa sud-est, a la vora de l'escull.
El terratrèmol de 2004 va inclinar la placa tectònica sobre la qual s'assenta l'illa, aixecant-la entre 1 i 2 metres. Grans extensions dels esculls de coral que envolten van ser exposats i es van convertir en terra permanentment seca o llacunes poc profundes, ampliant els límits de l'illa per tot arreu al voltant d'1 km en l'oest i el sud, i unint l'illot Constança amb l'illa principal. L'illa està completament coberta per una densa jungla, i no té cap port natural. La barrera natural d'esculls de corall que l'envolta hi fa molt difícil la navegació. El punt més alt de l'illa es localitza al seu centre-oest i mesura amb prou feines 98 metres d'altura.

## Demografia
L'illa Sentinel del Nord és la llar de la tribu d'indígenes dels sentinelesos, el nombre actual dels quals s'estima entre 50 i 400 persones. Aquest grup, que parla sentinelès, rebutja qualsevol contacte amb altres persones i es troba entre les últimes tribus que romanen pràcticament sense tenir influències de la civilització moderna.
A causa que no hi ha hagut mai un tractat amb el poble de l'illa, ni cap registre d'ocupació física amb què la població de l'illa hagi reconegut la sobirania de l'Índia, pot ser considerada com una entitat sobirana sota la protecció de l'Índia. És, per tant, una de les regions autònomes de facto de l'Índia.
El govern local de les illes Andamán i Nicobar ha declarat recentment que no té cap intenció d'interferir amb l'estil de vida o l'hàbitat dels sentinelesos. Es creu que el terratrèmol de l'oceà Índic de 2004 va afectar seriosament l'illa Sentinel del Nord, i molts dels seus habitants podrien haver mort. Però un vol en helicòpter uns dies després va confirmar que almenys diversos sentinelesos havien sobreviscut.
Els habitants de l'illa es mostren hostils a qualsevol tipus de contacte amb l'exterior i reaccionen amb violència sempre que algun estrany intenta accedir-hi. L'últim cas es va produir a finals del 2018, quan un jove nord-americà va intentar contactar amb els aborígens, segons sembla amb la intenció d'evangelitzar-los. El govern indi prohibeix l'entrada a l'illa pel perill que suposa tant per als visitants com per als nadius, ja que podrien contraure malalties potencialment letals per a ells.